# Lewis Koumas
Lewis Koumas, né le 19 septembre 2005 à Chester en Angleterre, est un footballeur international gallois qui évolue au poste d'ailier gauche à Liverpool FC.

## Biographie

### En club
Né à Chester en Angleterre, Lewis Koumas est formé par le Tranmere Rovers puis par le Liverpool FC. Il signe son premier contrat professionnel avec les Reds le 11 janvier 2023, à 17 ans.
Il joue son premier match en professionnel le 28 février 2024, lors d'une rencontre de coupe d'Angleterre contre le Southampton FC. Titularisé, il se fait remarquer en marquant son premier but en professionnel en ouvrant le score et Liverpool s'impose par trois buts à zéro,,.
Le 10 août 2024, Lewis Koumas rejoint Stoke City sous la forme d'un prêt d'une saison.

### En sélection
Lewis Koumas représente l'équipe du pays de Galles des moins de 19 ans, jouant trois matchs en 2023.
En mars 2024, Koumas est appelé pour la première fois avec l'équipe du pays de Galles espoirs.
En mai 2024, Lewis Koumas est convoqué pour la première fois avec l'équipe nationale du pays de Galles par le sélectionneur Rob Page. Il honore sa première sélection lors de ce rassemblement, le 6 juin 2024 face à Gibraltar. Il entre en jeu à la place de Liam Cullen et les deux équipes se neutralisent (0-0 score final).

## Vie privée
Lewis Koumas est le fils de Jason Koumas, lui aussi footballeur international gallois.